# Национальный союз писателей Малайзии
Национальный союз писателей Малайзии (малайск.  Persatuan Penulis Nasional Malaysia - PENA) — одна из влиятельных писательских организаций в Малайзии.

## История образования
Основан 12 февраля 1961 года, первоначально на базе Университета Малайя. Зарегистрирован официально 2 сентября 1962 года. Среди основателей — литераторы Абдул Самад Исмаил, Саид Захари, Мохд. Асраф бин Хаджи Абдул Вахаб, С. Хусин Али, Усман Аванг, Али Хаджи Ахмад. В 1964 выпускался ежеквартальный журнал «Пенулис» (Писатель).

## Деятельность
Наряду с чисто писательскими проблемами отстаивал статус малайского языка как национального (кампания "Гроб-52) и выступал в защиту крестьян (кампания «Телук Гонг») в 1967 г. В августе 1967 года принят «Манифест писателя», провозглашавший свободу творчества и призывавший писателей живо откликаться на важнейшие проблемы страны.
В 1969 году выступил инициатором создания Федерации писательских организаций страны как координирующего органа. 23 октября 1970 г. на съезде представителей 13 писательских организаций такой орган был создан под названием Национальная федерация союзов писателей Малайзии (Гапена).
В 1997 году получил постоянное помещение для своей штаб-квартиры, где с 1998 г. по инициативе поэта Сутунга стали ежемесячно проводиться поэтические чтения, пользующиеся огромной популярностью среди поэтов и любителей поэзии.
В начале 2000-х гг., когда правительство приняло решение перевести преподавание математики и естественных наук в начальной школе на английский язык, выступил инициатором движения за сохранение статуса национального малайского языка и за отмену этого решения правительства (в 2004 году оно было отменено). В 2013 году получил от правительства помощь в размере 13,6 млн ринггитов.
Регулярно организует курсы для молодых писателей, а также обсуждение опубликованных книг, встречи с именитыми литераторами, публикует сборники поэзии и прозы (совместно с Институтом перевода и книги Малайзии), проводит акции помощи больным и старым писателям.

## Первые председатели (с 1992 г. Президенты)
- Усман Аванг (1961—1965)
- Хассан Ахмад (1965—1967)
- А. Бакар Хамид (1967—1969)
- Хассан Ибрагим (1969—1972)
- Мохд. Нур Азам (1972—1977)
- Адам А. Кадир (1977—1982)
- Ахмад Камал Абдуллах (1982—1985)
- Мохд. Нур Азам (1985—1986)
- Ахмад Камал Абдуллах (1986—1987)
- Анвар Ридван (1987—1988)
- Яхья Исмаил (1988—1990)
- Макруф Саад (1990—1992)
- Ахмад Себи Бакар (1992—2008)
- Бахаруддин Зайнал (2008—2010)
- Мохамад Салих Рахамад (2010-)[4]

## Первые секретари (с 1999 г. Генеральные секретари)
- Сеид Хусин Али (1961—1964)
- А. Бакар Хамид (1964—1965)
- Шамсуддин Кассим (1965—1966)
- Яхья Исмаил (1966—1967)
- Бахаруддин Зайнал (1967—1969)
- Саллех Дауд (1969—1976)
- Шамсуддин Джаафар (1976—1977)
- Айнон Мухамал (1977—1978)
- Хамдан Яхья (1978—1979)
- Хамхах Хамдани (1979—1982)
- Зайнал Абидин Бакар (1982—1986)
- Идрос Шамсудин (1986—1987)
- А. Рахим Абдуллах (1987—1988)
- А. Гани Абдуллах (1988—1999)
- Ван Омар бин Ван Ахмад (1999—2002)
- Джохан бин Джаафар (2002—2006)
- Сеид Мохамед Закир (2006—2016)
- Сайфулизан Яхья (2016-)